# Ola Mildred Rexroat
Ola Mildred Rexroat (Argonia, Kansas,28 de agosto de 1917 – 28 de junio de 2017) fue la única mujer nativa americana que sirvió en Women Airforce Service Pilots (WASP).

## Biografía
Su padre era euroamericano y su madre siux oglala, se mudaron a Dakota del Sur cuando ella era joven y pasó al menos parte de su juventud en la reserva de Pine Ridge. Fue a la escuela pública en Wynona, Oklahoma y se graduó de la Escuela India Episcopal de St. Mary en Springfield, Dakota del Sur, en 1932. Más tarde, Ola Rexroat se matriculó en un colegio de profesores en Chadron, Nebraska, pero se fue antes de completar su título para trabajar en lo que ahora es la Oficina de Asuntos Indígenas durante un año. En 1939 obtuvo una licenciatura en arte de la Universidad de Nuevo México. Después de la universidad, volvió a trabajar para la Oficina de Asuntos Indígenas en Gallup, Nuevo México, durante un año.
Ola Rexroat trabajando para ingenieros que construían aeródromos decidió aprender a volar necesitaría su propio avión o unirse a los WASP, para unirse a las WASP se mudó a Washington D. C., con su madre y hermanas, y también trabajó en el Army War College. Tras su capacitación como WASP en Sweetwater, Texas, se le asignó después de su graduación el trabajo de remolcar objetivos para estudiantes de artillería aérea en Eagle Pass Army Airfield y también ayudó a transportar carga y personal.
En diciembre de 1944 cuando las WASP se disolvieron se unió a la Fuerza Aérea donde sirvió durante diez años como controladora de tráfico aéreo en la Base de la Fuerza Aérea Kirkland en Nuevo México durante la Guerra de Corea. Continuó trabajando como controladora de tráfico aéreo para la Administración Federal de Aviación durante 33 años después de completar su tiempo en las Reservas de la Fuerza Aérea. 
Ola Rexroat murió en junio de 2017 a la edad de 99 años inmediatamente antes de su muerte era la última WASP sobreviviente en Dakota del Sur y una de las 275 WASP vivas de las 1074 originales.

## Premios y reconocimientos
- En 2007 fue incluida en el Salón de la Fama de la Aviación de Dakota del Sur.[11]
- Meses después de su muerte el edificio de operaciones del aeródromo en la Base de la Fuerza Aérea de Ellsworth recibió su nombre.[12]